# 몬텔 조던
몬텔 조던(Montell Jordan, 1968년 12월 3일 ~ )은 미국의 싱어송라이터, 음악 프로듀서이다.